# Municipio de War Eagle
El municipio de War Eagle (en inglés: War Eagle Township) es un municipio ubicado en el condado de Madison en el estado estadounidense de Arkansas. En el año 2010 tenía una población de 4.037 habitantes y una densidad poblacional de 25,9 personas por km².

## Geografía
El municipio de War Eagle se encuentra ubicado en las coordenadas 36°5′31″N 93°43′3″O / 36.09194, -93.71750. Según la Oficina del Censo de los Estados Unidos, el municipio tiene una superficie total de 155,86 km², de la cual 154,78 km² corresponden a tierra firme y (0,69 %) 1,07 km² es agua.

## Demografía
Según el censo de 2010, había 4.037 personas residiendo en el municipio de War Eagle. La densidad de población era de 25,9 hab./km². De los 4.037 habitantes, el municipio de War Eagle estaba compuesto por el 87,59 % blancos, el 0,42 % eran afroamericanos, el 1,46 % eran amerindios, el 0,45 % eran asiáticos, el 7,48 % eran de otras razas y el 2,6 % eran de una mezcla de razas. Del total de la población el 12,01 % eran hispanos o latinos de cualquier raza.